# Radio libre en Belgique
Pour les articles homonymes, voir Radio libre (homonymie).

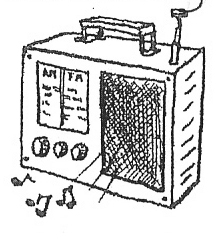
Un média d'accès facile

Les radios libres en Belgique, aussi appelées « radios pirates », commencent à émettre illégalement sur la bande FM à la fin des années 1970. La plupart revendiquent une plus grande liberté d'expression et la fin du monopole d'État dans le domaine de la radiodiffusion.
Le terme « radio libre » continue d'être revendiqué aujourd'hui par des radios associatives (non commerciales), qui se veulent héritières et continuatrices de ce mouvement.

## De la clandestinité à la légalisation (1978-1982)

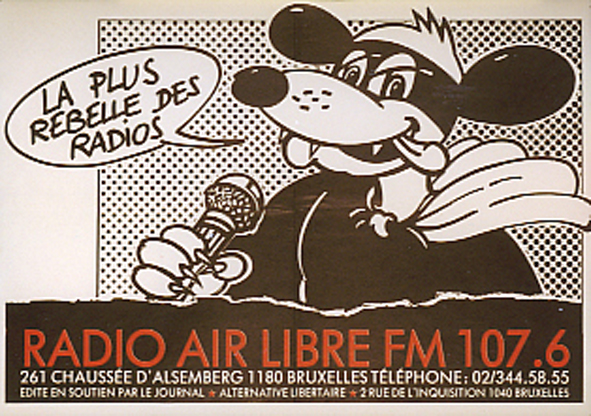
Radio Air Libre, la plus rebelle des radios

Une première et éphémère tentative d'émission libre, hors du monopole d'État, a lieu lors des événements de Mai 68 à l'Université libre de Bruxelles.
Entre 1978 et 1982, l'État belge défend avec assez peu de conviction son monopole de radiodiffusion publique : peu de saisies de matériel et peu de procédures judiciaires.
Dans un premier temps (1978-1979), ce sont les radios libres associatives d'expression souvent contestataires, organisées au sein de l'Association pour la Libération des Ondes - Belgique, (ALO-B), qui amorcent le mouvement. Elles sont concurrencées, dès 1980, par des radios indépendantes commerciales regroupées dans le Groupement des Radios Indépendantes de Belgique (GRIB) qui vont rapidement saturer la bande FM.
Entre les radios libres et les radios commerciales, les différences de démarches sont marquantes : pour ou contre la publicité sur les ondes, radios locales ou réseaux régionaux, structures associatives ou entreprises commerciales, etc.
Plus que les radios associatives, les radios commerciales entrent en concurrence directe avec les radios publiques, notamment sur le marché de la publicité.
Beaucoup des premières radios libres, réunies au sein de l'Association pour la Libération des Ondes, sont influencées par la sensibilité libertaire des années 1970.

### 1978

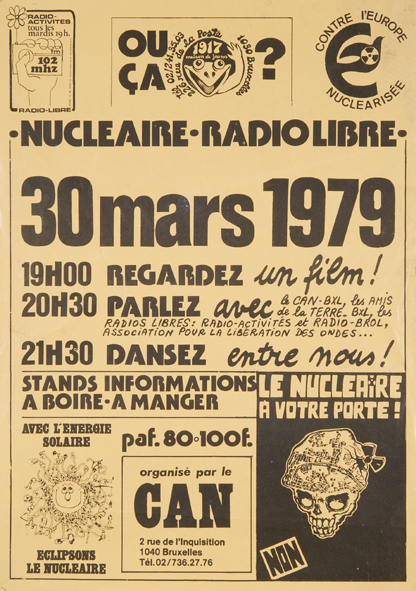
Une affiche de 1979 éditée par Alternative libertaire.

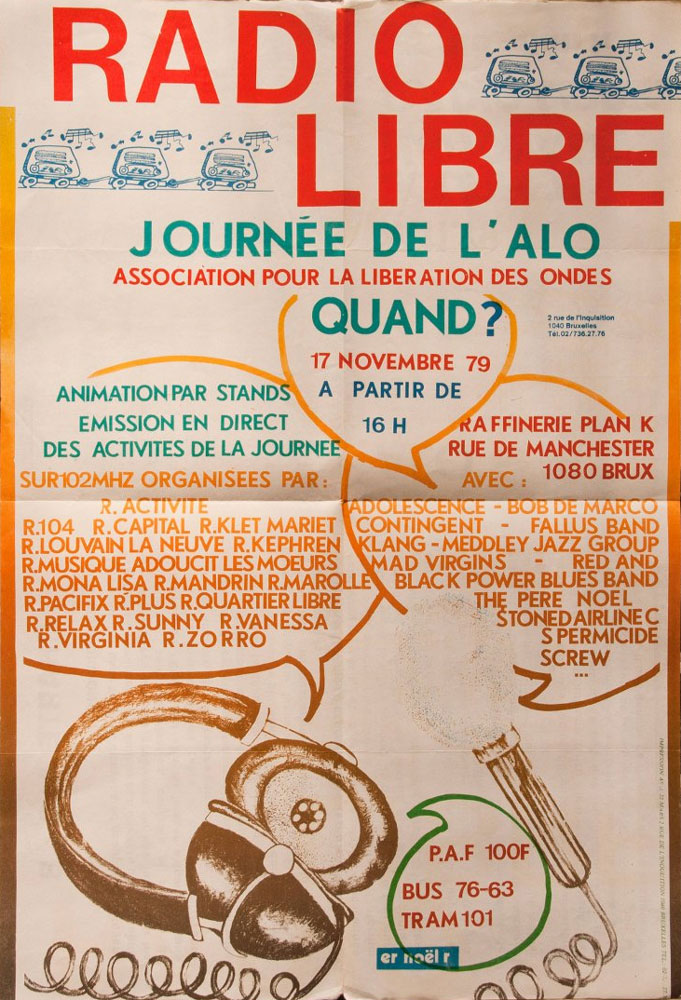
La journée des radios libres organisée pat lAssociation pour la Libération des Ondes le 17 novembre 1979.

L'inspiration vient d'Italie et des mouvements sociaux de mars 1977 : Radio Alice à Bologne, Radio Città Futura à Rome, Radio Popolare à Milan, etc. La radio locale comme espace de communication autonome ouvert et facile d'accès, notamment par la mise en ondes de conversations téléphoniques.
Au début des années 1970, des émetteurs miniatures et moins chers rendent possible l’apparition des radios libres. À l’époque, un émetteur coûte environ 1 000 € actuels. Les premiers « radiolibristes » belges financent l'achat d'émetteurs en Italie. Parfois, il y a un système de cotisation qui couvre les frais de matériel. Tous les animateurs et techniciens sont bénévoles.
- Début 1978 à Bruxelles, premières émissions symboliques clandestines de quelques minutes annoncées par voie de presse de Radio-Activités. Les camions gonio de la gendarmerie tournent autour de l'émetteur sans pouvoir le localiser.
- Des citoyens techniciens amateurs pirataient déjà la bande FM localement (un immeuble, un quartier) depuis plusieurs années. Ils sortent de l'ombre et se retrouveront plus tard notamment dans Radio 104 (104 pour la fréquence).
- Fin mars 1978, Radio Eau Noire, la première radio libre de Belgique est créée à Couvin, outil supplémentaire dans la contestation de la construction d'un barrage sur l'Eau Noire[10]. L'émetteur acheté en Italie est prêté par le groupe qui édite le journal Alternative Libertaire à Bruxelles[2]. La gendarmerie tentera de le saisir, mais la population bloque les routes menant au lieu d'émission.
- Dans la foulée de Radio Eau Noire, d'autres émissions ponctuelles ont lieu à Bruxelles, Huy, Andenne, La Roche-en-Ardenne, Charleroi, etc. Ces émissions sont toutes liées à des luttes sociales (anti-nucléaire, syndicales, etc.).
- En mai, la Coordination Anti-Nucléaire de Bruxelles crée Radio Tam-Tam.
- Le 9 novembre, Radio Brol animée par des étudiants de l'ULB réalise sa première émission sur le parcours d'une manifestation étudiante.
- Fondation de l'Association pour la Libération des Ondes - Belgique (ALO-B)[11] qui fédère les premières radios libres[12]. L'ALO-B est un mélange original d'action directe et de dialogue/négociation avec les autorités[13]. Cette structure souple permet aux radios de se rencontrer, d'organiser l'échange d'informations et de matériel (les « techniciens » fabriqueront rapidement des émetteurs « made in Belgium »). En plus des communiqués de presse, l'ALO-B publie également un bulletin[14], des documents de synthèse[15] et d'analyse[16].
- Fin 1978, lors d'une première tentative, Radio Louvain-la-Neuve (UCL) est saisie dans l'heure[17]

### 1979

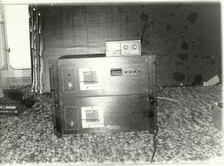
L'émetteur de Radio polyvalence, 100 watts, made in Italia (1979)

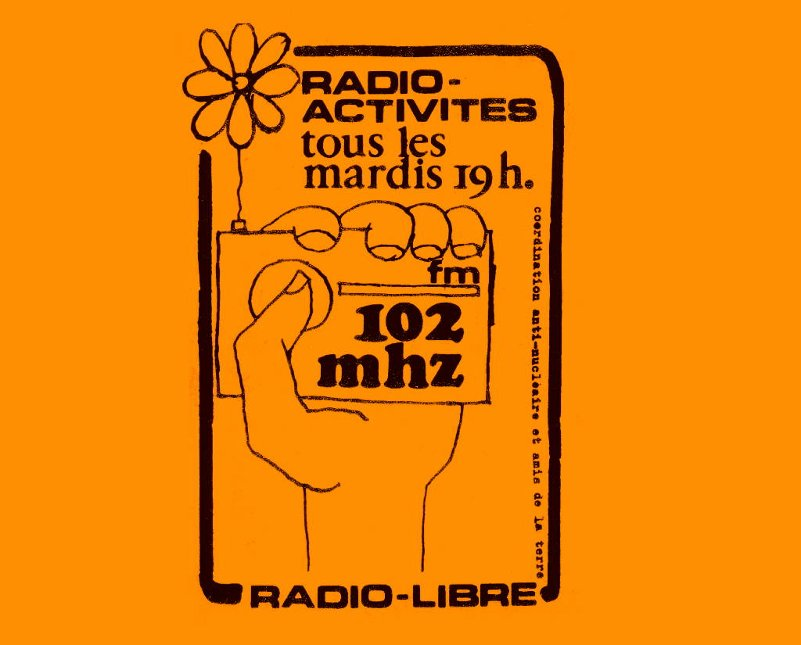
Radio-Activités, 1979

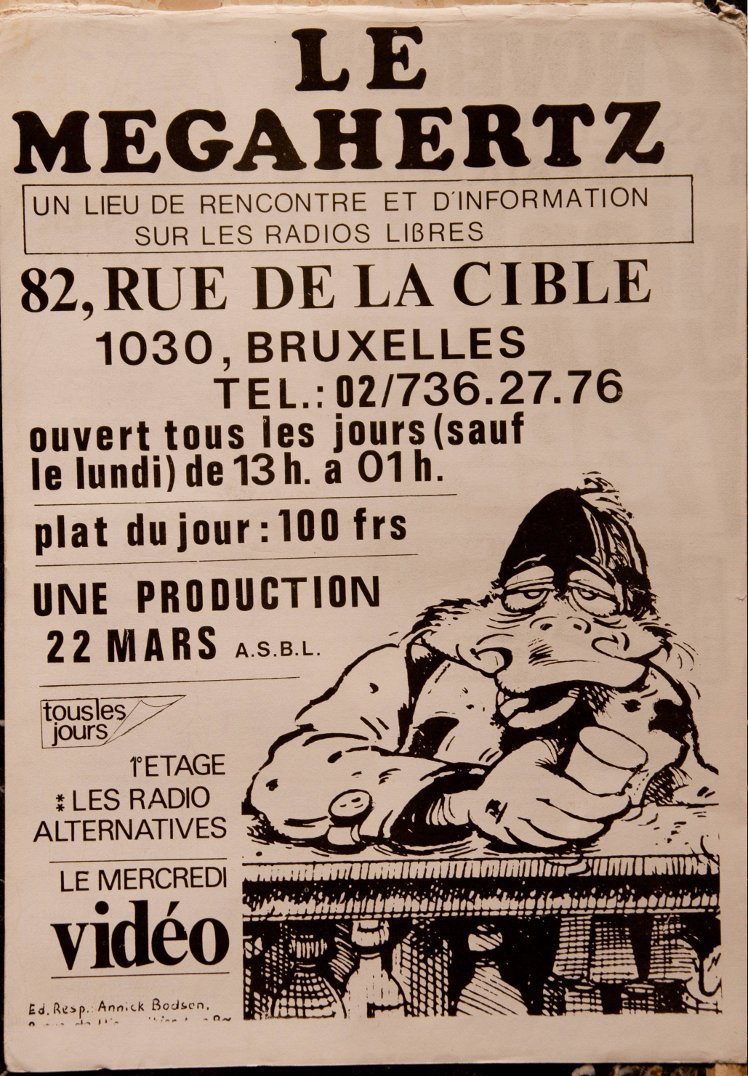
Café Le Mégahertz, 1979

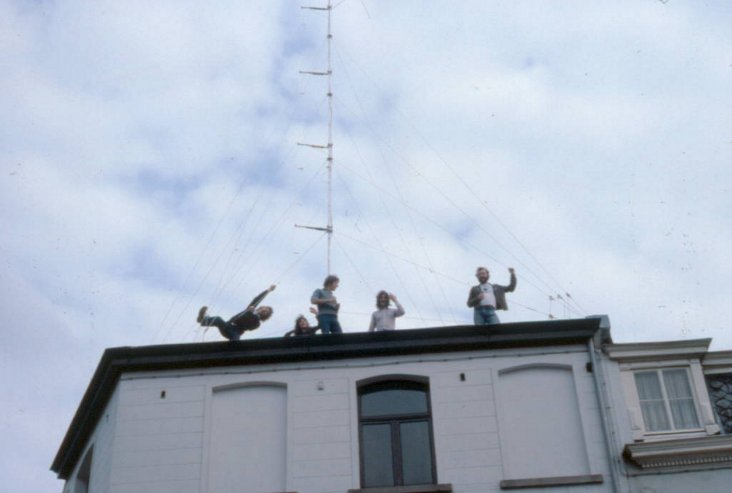
Juin 1979, installation de l'antenne de Radio z’Alternatives au 82 rue de la Cible à Schaerbeek. Sur le toit : Serge Motkin (technicien à la RTB-F), René Collard, Roger Noël Babar.

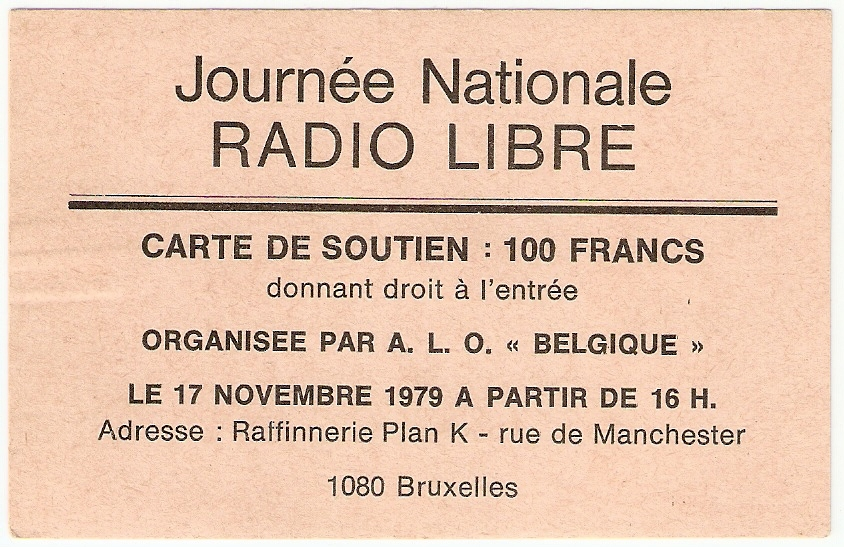
Journée des radios libres, 17 novembre 1979.

Les radios libres naissantes se structurent et se fédèrent au sein de l'Association pour la Libération des Ondes (ALO-B).
- 9 janvier, première émission de Radio-Activités, première radio libre régulière sur Bruxelles. Elle est animée par la Coordination Anti-Nucléaire de Bruxelles en collaboration avec les Amis de la Terre-Bruxelles. Les émissions ont lieu les mardis de 19 à 24 heures et comprennent des séquences tel Écoute, c'est du belge, Les poubelles du nucléaire et un journal parlé. La radio émettra jusqu'au printemps 1980.
- Février et mars 1979 : début des émissions de Radio Mona Lisa animée par Rock Against Racism - Bruxelles. Naissance de Radio Blankedelle qui deviendra, par la suite, Radio Quartiers Libres. Radio Brol, Radio-Activités, Radio Mona Lisa et Radio Quartiers Libres émettent avec le même matériel, à partir de la boutique de droit de l'ULB jusqu'en juin.
- Radio Louvain-la-Neuve (UCL) et Radio Campus Bruxelles[18] (ULB), des radios communautaires apparaissent dans les universités. Après une saisie réussie par la gendarmerie fin 1978 à Radio Louvain-la-Neuve, les tentatives ultérieures échouent du fait de la mobilisation des étudiants logés sur les campus.
- En mars, Radio Blankedelle, de sensibilité écologiste, se mobilise pour sauver la forêt de Soignes.
- Début juin, regroupement de Radio-Activités, Radio Mona Lisa et Radio Quartiers Libres sous le nom de Radio z’Alternatives Bruxelles. Installation au 82 rue de la Cible à Schaerbeek, au-dessus du café Le Mégahertz[19] géré par l'asbl 22-Mars. Il y aura toujours interférence entre les radios et le café. Celui-ci sera le lieu de rencontre de tous ceux qui s'intéressent, de près ou de loin, aux radios libres. Il servira pendant un temps de lieu de réunion à l' Association pour la Libération des Ondes. Le 82 rue de la Cible sera, jusqu'en octobre 1980, l'adresse de contact de l' ALO-B et de l'Union européenne des Radios libres.
- Juillet 1979 : naissance de Radio Polyvalence qui émet depuis La ferme V (maison de jeunes), rue de la Station à Woluwe-Saint-Lambert. Radio de type antenne libre, elle disparait du fait de la saturation de la bande FM par les radios commerciales. Elle participe à une journée brouillage de ces radios organisée par ALO-B. Son émetteur d'une puissance de 100 watts fut utilisé par la suite par Radio Bruxelles Libre qui émettait depuis Kraainem pour défendre les droits des Francophones de la périphérie bruxelloise.
- Août 1979, premières émissions de Radio Libellule à Comines. Le signal, généré par un émetteur de très faible puissance (0.5 watt) ne dépassait pas un rayon d’environ 500 mètres autour du lieu d’émission[20].
- 29 et 30 septembre, participation à la rencontre européenne des radios libres à Longwy (en Lorraine). Sous l'impulsion de la forte délégation belge, création de l'Union européenne des Radios libres[21].
- 17 novembre, L' ALO-B organise la Fête des radios libres au Plan K à Molenbeek-Saint-Jean. Cette première journée nationale des radios libres rassemblera plus de 3 000 personnes et quasi toutes les radios libres belges[22].
- Décembre 1979 : premières émissions de Radio Qui Chifèl à Mouscron.
- Créée fin 1979, Radio OSR (pour Office Sonégien de Radiodiffusion ) émet une mosaïque d’émissions animées et financées par ses auditeurs, et ses membres qui sont à la fois gestionnaires de l’asbl, techniciens, journalistes. OSR existe pour celles et ceux qui ne se reconnaissent pas dans les médias traditionnels, et qui ont un autre message radiophonique à proposer, une autre culture à expliquer, une autre utilisation de l'outil radio à "essayer". La programmation de la radio n'a pas de format préétabli ni de public cible bien défini. Les émissions, tant d'informations que d'expression et pédagogiques à thème (éducation, développement, citoyenneté responsable, variétés au sens premier du terme "variées", création radiophonique) n'ont de commun que leur émanation de la société civile d'ici et d'ailleurs.
- Création à Eupen (et en langue allemande) de Radio Distel [23].
- Création de Radio 1180, ainsi nommée parce que 1180 est le code postal de la commune d'Uccle. Elle est animée par des comités de quartier. La réglementation qui a progressivement structuré l'accès à la bande FM l'a fait disparaître.
- Radio Aurore a émis depuis Watermael Boitsfort de 1979 à 1983.

### 1980
L'année des saisies et de l'arrivée des radios commerciales.

#### Le temps des saisies
- 27 février, à Louvain, manifestation contre la saisie de Radio Studio 17 et la mise sous scellés de Radio Scorpio.
- 7 mars, saisie de Radio 104 qui réémet le soir même.
- 10 mars : Saisie de Radio Ixelles (qui ne fait pas partie de l'ALO-B). Le soir, l'ALO-B organise Radio Riposte pour réagir contre les saisies et contre le "nettoyage" de la bande F.M. de 104 à 108 MHz où émettaient les radios saisies. L'émission se déroule sur 104,5 MHz, à partir du studio des Radio z’Alternatives Bruxelles et est prise en relais par d'autres radios libres. Plusieurs centaines de personnes dans la rue pour défendre le studio contre toute intervention éventuelle des autorités. Passage en studio de représentants de la plupart des radios libres bruxelloises et belges, de travailleurs de la RTBF, de journalistes, etc.
- 11 mars, saisie ratée de Radio z’Alternatives. Dans la journée, une cinquantaine de gendarmes démolissent à la hache la porte du café Le Mégahertz, fermé à cette heure et pour lequel ils n’ont pas de mandat de perquisition. Ils pénètrent violemment dans le studio, arrachant au passage la rampe de l’escalier. Aidés d’agents de la RTT, ils saisissent le matériel de basse fréquence (tourne-disques, micros, table de mixage…) ainsi que disques, courrier, liste d’adresses, etc., mais pas l’émetteur, caché dans une poubelle ! Bagarre avec des animateurs et des auditeurs venus à la rescousse. Cinq arrestations dont celle de Roger Noël Babar. Vers 18 heures, manifestation de sympathisants rue de Louvain, devant les locaux de la gendarmerie et libération des interpellés. Le soir, Radio z’Alternatives réémet avec, comme la veille, des centaines de personnes manifestant en protection devant le 82 rue de la Cible à Schaerbeek.
- Après chaque tentative de saisie, l'ALO-B organise des émissions de Radio Riposte, tant à Bruxelles qu'ailleurss[22].
- 14 mai, premières émissions de Radio Campus depuis le campus du Solbosch de l'ULB.
- Création de Radio Air Libre, Une voix différente dans la jungle des ondes. Radio Air Libre nait de la rencontre d'animateurs venus de sensibilités diverses, notamment de Radio z’Alternatives et de Radio +. Projet longuement élaboré, la Charte de Radio Air Libre définit, en théorie, ce que pourrait être une radio libre d'expression ouverte sur une large audience[24].
- Création sur les ondes de Radio Air Libre de l'émission Passe-Murailles qui tous les dimanches soir reçoit les messages des familles à destination des détenus des prisons de Saint-Gilles et de Forest.
- Le 22 novembre, le quotidien Le Soir consacre une pleine page à un face à face entre le ministre des PTT Robert Urbain et le représentant de l'ALO-B Roger Noël Babar.

#### Premières stations commerciales

Le logo de Radio Contact

- 9 février, création de Radio Contact. Ses initiateurs sont Francis Lemaire (qui fondera Contact Group (Belgique)), Pierre Houtmans (vice-président du Conseil supérieur de l'audiovisuel (Belgique)), Freddy Neyts (époux d'Annemie Neyts) et Catherine Servaes. Radio Contact, cible les jeunes en passant de la musique commerciale anglophone. Elle fait l'objet de 17 saisies entre 1980 et 1987. Pour s'autofinancer, elle fait appel à la publicité commerciale dès 1982, ce qui était illégal. En 1985 elle obtient l'autorisation légale de diffuser de la publicité.
- Création à Bruxelles de Station Indépendante Satellite (SIS), le 7 juillet. SIS comptera parmi ses animateurs et journalistes Philippe Soreil, Jean-Jacques Deleeuw, Soda, Marc Oschinsky, Stéphane Rosenblatt[25].
- Création de Ciel Radio à Seraing.

### 1981
- 7 février, sous l'impulsion de plusieurs collaborateurs de Radio Contact[26], fondation du Groupement des Radios Indépendantes de Belgique (GRIB). Cette nouvelle fédération, se qualifie volontairement d'« indépendante » et non de « locale » ou de « libre ». Elle se veut une alternative à l'ALO-B. Elle regroupe 6 radios quand l' ALO-B en fédère, à la même époque 64[27].
- 20 août 1981, premier décret légalisant les « radios locales indépendantes ». L’arrêté Willockx autorise des émetteurs de 100 watts, la publicité est prohibée sur les ondes des radios locales[28].
- Création de Radio Columbia à Roselies. En 1987, son émetteur est confisqué pour motif de « non-reconnaissance » par la RTT. En 1991, après une longue action en justice contre l’État belge, Radio Columbia est autorisée. En 1992, nouvelle confiscation d'émetteur : les habitants et les autorités communales d'Aiseau-Presles contestent cette décision. Le 17 janvier 1994, la radio reçoit un courrier du ministère de l'audio-visuel qui la reconnaît « radio locale, associative et indépendante ».

### 1982
- 5 avril, première réunion du Conseil des radios locales à Bruxelles[29]. Les deux fédérations de radios (ALO-B et GRIB) sont, pour une fois d'accord pour déplorer la représentation minoritaire des radios au sein du Conseil[30]. Quelques semaines plus tard, Roger Noël Babar, alors emprisonné en Pologne, en est symboliquement élu président[31].
- En mai, création de Radio Queen à Braine-l'Alleud, en liaison avec le Foyer socio-culturel local. Quelques mois après les équipements sont saisis par la RTT sous prétexte que la radio brouille les fréquences de l'aviation. En 1996, la radio prend le nom Canal 44.
- Création à Liège de Radio Basse Meuse animée notamment par des étudiants et jeunes diplômés de la section d'information et communication de l'Université de Liège[32].
- 1er décembre, création de Radio Tam-Tam à Éghezée. En 2004, elle devient Fréquence Éghezée.

## De la légalisation à aujourd'hui

### 1983
- Création de Radio Panik à l’initiative d’un groupe de personnes militant contre le racisme et pour les droits de l'homme. Elle se définit comme radio associative d’expression et de création et comme radio multi- et interculturelle.

### 1984
- Extension de l'espace de la bande réservée aux radios locales.

### 1985
- Première autorisation de diffusion de la publicité, sous condition. Premières concentrations des radios commerciales en réseaux.

### 1987
- Premier plan de fréquences.

### 1991
- La publicité est autorisée sur les ondes de la radio publique RTBF.

### 1994
- Deuxième plan de fréquences[33].

### 1997
- Publication d'un décret organisant l’appel d’offre pour une nouvelle répartition des fréquences[34].

### 2006
- Lettre des radios associatives à Fadila Laanan, ministre de l’audiovisuel de la Fédération Wallonie-Bruxelles[35].

### 2008
- Publication du nouveau plan de fréquences qui sécurisent l'existence des radios pour 9 ans[36].

### 2009
- Janvier, création de la Coordination des radios associatives et d’expression (CRAXX) qui rassemble plusieurs radios reconnues en tant que radios associatives et d’expression par la Communauté française Wallonie-Bruxelles : Radio Air Libre, Radio Campus, Radio Libellule, RUN (Namur, 1992), Radio Panik, Radio Sud, YOUFM (Mons, 2007), 48FM (Liège), Radio Salamandre (Beaumont), Radio Alma (Bruxelles) et J600 (Jumet, 1980)[37].